# Mariia Maksina

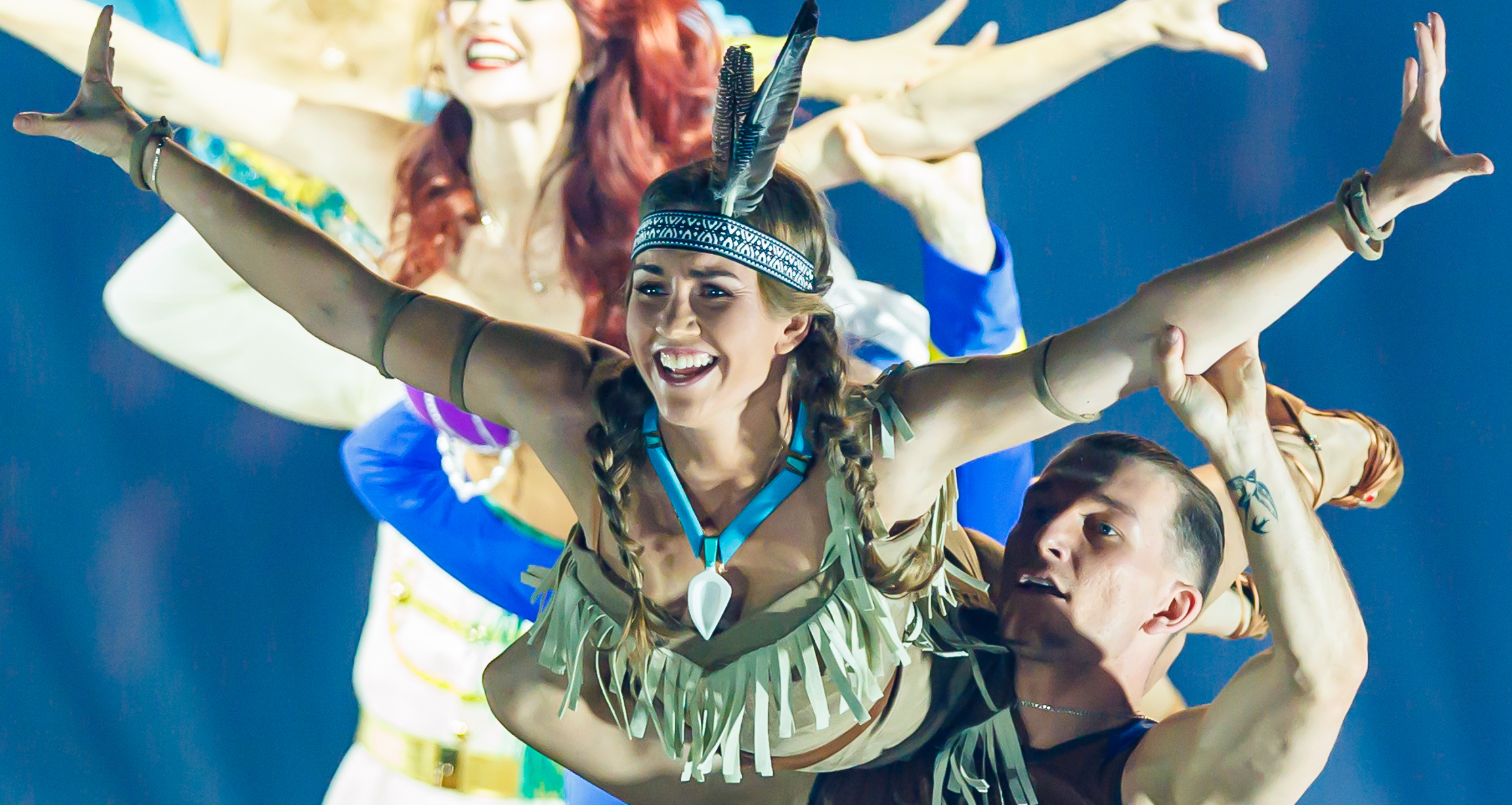
Mariia Maksina (2024, mit Mikael Tatarkin)

Mariia Maksina (* 4. November 1997 in Russland; bis 2018 Maria Maksina) ist eine russische Turniertänzerin.

## Leben
Maksina begann im Alter von fünf Jahren mit dem Tanzen. 2010 kam sie im Alter von 12 Jahren nach Deutschland und tanzte zunächst von 2010 bis 2012 mit Roman Schumichin bei den Junioren. Mit ihm belegte sie mehrfach Medaillenplätze, darunter 2011 der 3. Platz der Landesmeisterschaft Nordrhein-Westfalen Jugend B-Latein, der 2. Platz der Landesmeisterschaft Nordrhein-Westfalen Junioren II B-Latein, der 1. Platz der Gebietsmeisterschaften West, Junioren II B-Standard sowie jeweils der 1. Platz der Deutschen Meisterschaft Junioren II Kombination und der Deutschen Meisterschaft Junioren II B-Standard.
2013 und 2014 war Aleksey Rovner ihr Tanzpartner. Von 2014 bis 2016 tanzte sie mit David Costea. Das Paar wurde vom Hessischen Tanzsportverband als Kaderpaar im Jugendkader Standard geführt. Von 2016 bis 2018 tanzte sie erneut mit Roman Schumichin, jetzt in der Hauptgruppe.
Nach dem Fachabitur machte Maksina eine Ausbildung zur Altenpflegerin. Nach weiteren Jahren Berufstätigkeit kündigte sie 2023 den Job für das Engagement als Profitänzerin in der RTL-Tanzshow Let’s Dance. Dort war sie bereits zuvor als Background-Tänzerin aufgetreten. Maksina wohnt in Köln und lebte dort sechs Jahre in einer Wohngemeinschaft mit Ekaterina Leonova.
| Staffel (Jahr) | Partner              | Platzierung |
| -------------- | -------------------- | ----------- |
| 16 (2023)      | Michael „Mimi“ Kraus | 08.         |
| 17 (2024)      | Stefano Zarrella     | 10.         |

## Erfolge
- 2016: 3. Platz Gebietsmeisterschaften West über 10 Tänze, Hgr Kombination (mit Roman Schumichin)[12]
- 2017: 1. Platz Deutsche Meisterschaft im Discofox, Super League/M-Reihe (mit Igor Pokasanew)[13]
- 2017: 1. Platz WADF-Weltmeisterschaft im Discofox (mit Igor Pokasanew)[14]
- 2019: 3. Platz IDO-Weltmeisterschaft im Discofox (mit Igor Pokasanew)[15]